# 特拉維夫都會區
32°2′N 34°46′E / 32.033°N 34.767°E
特拉維夫都會區，常稱為古什·但或但城鎮群，是以色列最大的都會區，以特拉维夫為中心，範圍涵蓋特拉维夫区與中央区。
「古什」意為集團或區塊，「但」是因此區域為以色列十二支派之一的但支派（又稱丹支派）之故地。其位於地中海沿岸的以色列海岸平原，總人口數約416萬，占以色列全國人口的42%，為以色列在社會、經濟、文化等領域的發展中樞。

## 城市列表

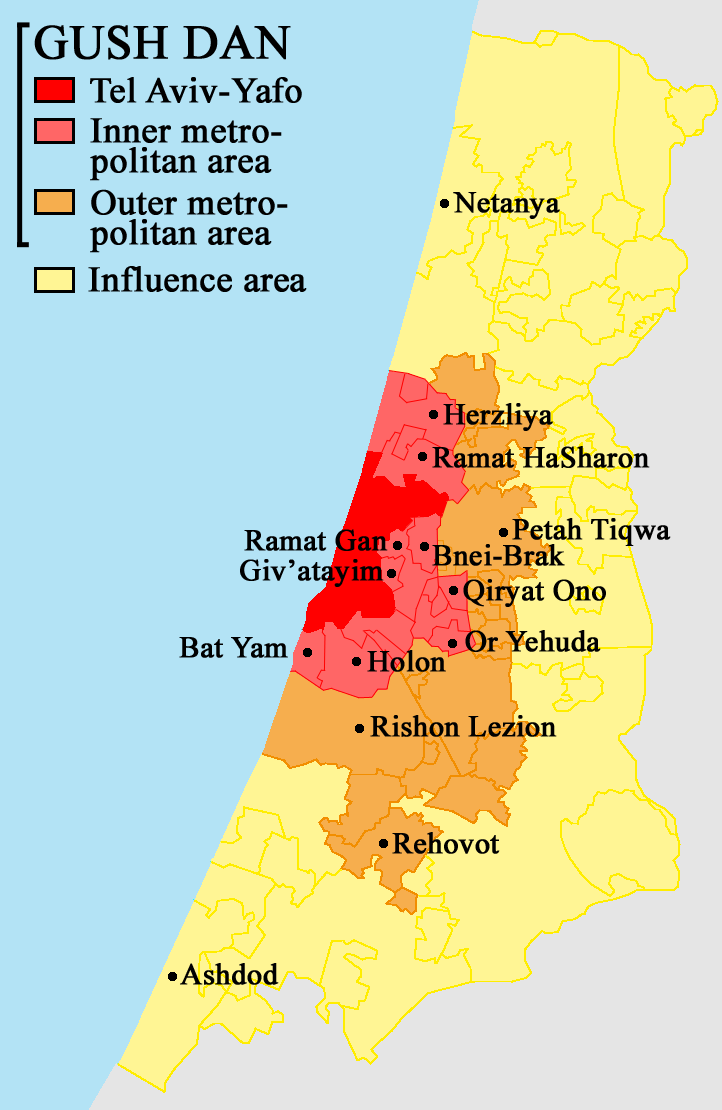
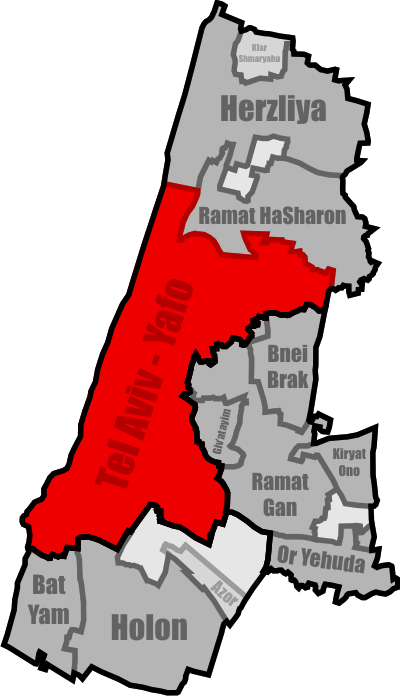
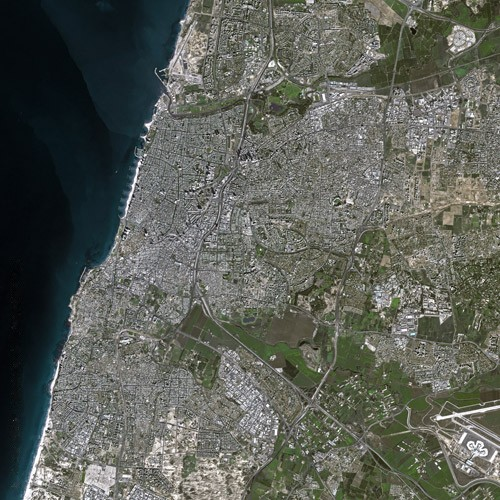
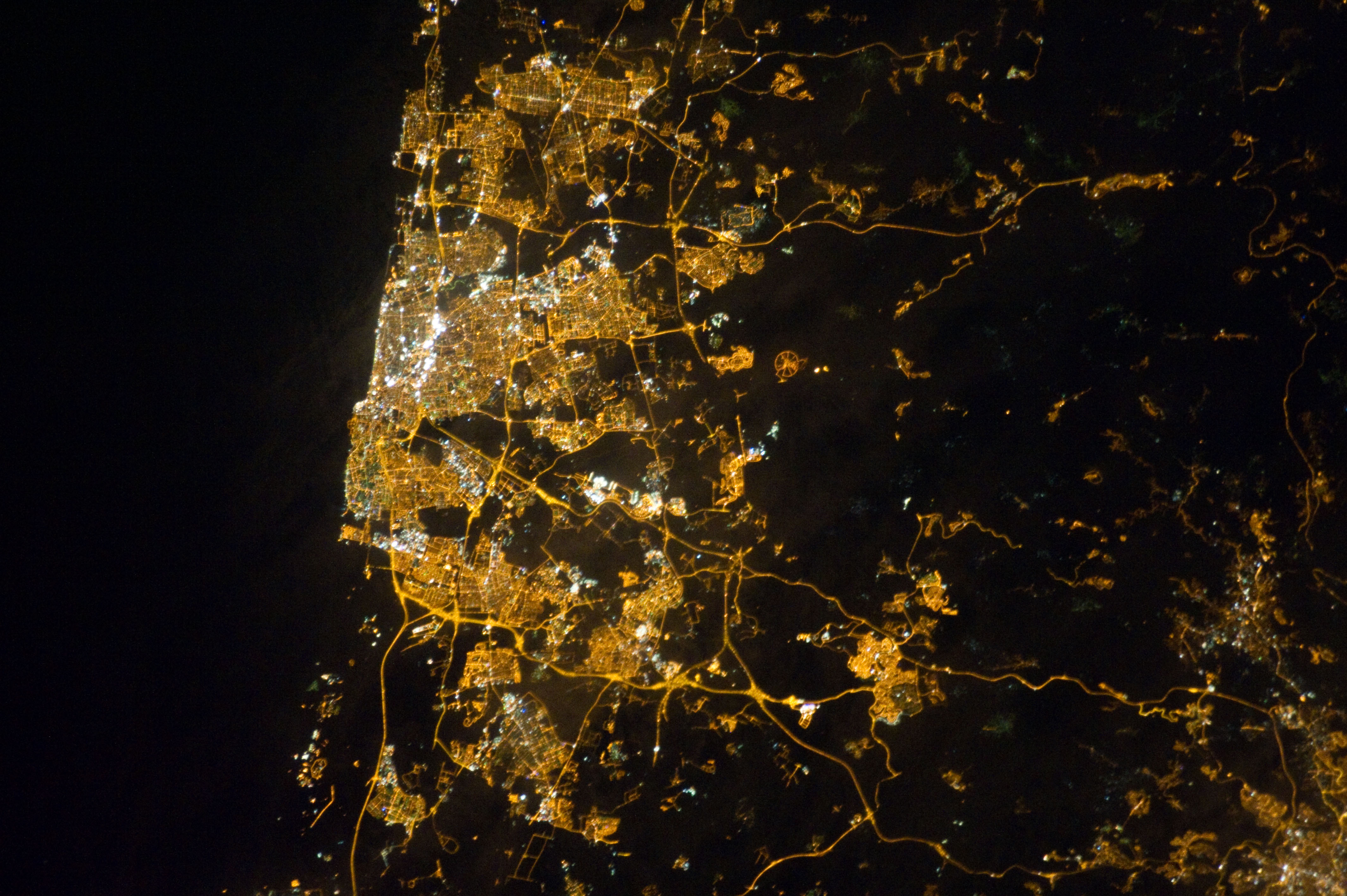

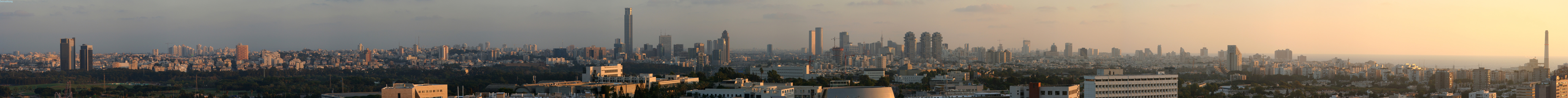

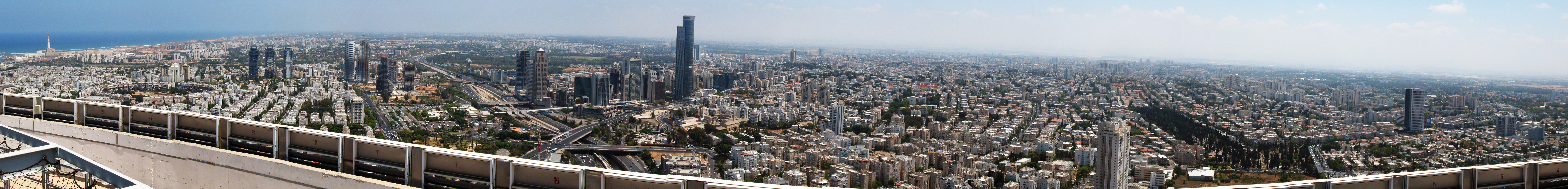

都會區內至2012年底時的主要城市：
人口超過40萬
- 特拉维夫 414,600

人口超過20萬
- 里雄莱锡安 235,100
- 阿什杜德 214,900
- 佩塔提克瓦 213,900

人口超過10萬
- 内坦亚 192,200
- 霍隆 185,300
- 貝內貝拉克 168,800
- 拉馬干 148,400
- 巴特亚姆 129,400
- 雷霍沃特 115,700

人口超過5萬
- 海爾茲利亞 88,000
- 卡法薩巴 85,600
- 莫迪因馬加比勒特 82,900
- 卢德 70,000
- 赖阿南纳 69,200
- 拉姆拉 65,800
- 吉夫阿塔伊姆 55,700

人口超過1萬